# Edoardo De Albertis
Edoardo De Albertis (Genova, 26 gennaio 1874 – Genova, 12 luglio 1950) è stato uno scultore, pittore, illustratore, incisore e decoratore italiano.
Molte sue opere si trovano all'interno del cimitero monumentale di Staglieno. Un suo pregiato bassorilievo è esposto alla Wolfsoniana di Nervi. La Coppa intitolata a James Spensley destinata alla squadra vincitrice del Campionato Italiano    del 1904 da lui realizzata, è esposta al Museo della Storia del Genoa in Via Al Porto Antico.

## Biografia
Diplomatosi all'Accademia Ligustica di Belle Arti, non ancora ventenne iniziò a frequentare lo studio di colui che diverrà il suo maestro, lo scultore Giovanni Scanzi. Ai primi del Novecento fu fra i protagonisti - assieme al pittore Plinio Nomellini e ai poeti Edoardo Firpo e Ceccardo Roccatagliata Ceccardi - della scena culturale genovese.
Fra i maggiori esponenti della corrente che segnò il passaggio dal florealismo liberty al Decò e al Novecentismo, De Albertis partecipò a numerose mostre sia in Italia che all'estero. Alla VII Biennale di Venezia del 1907 curò, assieme a Nomellini e a Gaetano Previati, l'allestimento della sala Arte del Sogno. Realizzò anche un'importante opera, un obelisco inaugurato 
il 13 maggio 1926 nel paese piemontese di Caresana dedicato al "Sacrificio del soldato per la patria". L'opera è tutelata dalle Belle arti.
Imponente la sua attività di scultore nell'ambito della necropoli di Staglieno: oltre trenta sono i monumenti funebri da lui realizzati nell'arco di circa trent'anni, tra il 1902 e il 1935.

Di particolare rilievo sono la Cappella Volpi, portata a termine nel 1911, la Tomba Ammirato (1917), e le tombe Caprile e Scorza (rispettivamente del 1924 e del 1931.
De Albertis fu un artista non allineato e spesso in aperto disaccordo con il fascismo. Pur tuttavia, nel 1939 ricevette dal Comune di Genova l'incarico di allestire le decorazioni scultoree del cosiddetto Viale delle Vittorie, ovvero il percorso dalla stazione ferroviaria di Genova Brignole al podio di piazza della Vittoria da cui il duce Benito Mussolini, in visita nel capoluogo ligure, avrebbe tenuto un discorso.

A piazza della Vittoria, De Albertis aveva contribuito già ad inizio degli anni trenta, assieme a Francesco Messina e ad Arturo Dazzi, alla realizzazione dell'Arco di trionfo dedicato ai Caduti della prima guerra mondiale. In particolare si era occupato della scultura di un crocifisso per la cripta.
Parenti genovesi del De Albertis asseriscono che la commessa di allestire le decorazioni scultoree del cosiddetto Viale delle Vittorie fu accettata per due ordini di motivi; il primo fu una visita di squadristi fascisti che distrussero il laboratorio del De Albertis, il secondo l'impossibilità, o quasi, di aver lavoro, e quindi sostentamento, non solo per lui ma anche per la sua compagna che spesso gli faceva da modella. Donna rappresentata, con tutta probabilità, nelle statue che ornano ancora adesso le due fontane di Piazza Verdi, secondo le fonti sopracitate.